# Alex aurantiata
Alex aurantiata är en fjärilsart som beskrevs av W. Warren 1904. Alex aurantiata ingår i släktet Alex och familjen mätare. Inga underarter finns listade i Catalogue of Life.